# チャンス・パードモ
チャンス・パードモ（Chance Perdomo、1996年10月19日 - 2024年3月29日）は、アメリカ合衆国生まれ、イギリス育ちの俳優。

## 生い立ち
1996年10月19日カリフォルニア州ロサンゼルス生まれ。 そして幼少期に母親とともにイングランドのハンプシャーー州サウサンプトンに移住した。 彼はイギリスとアメリカの両方の市民権を持っています。彼はサウサンプトンのレッドブリッジ・コミュニティ・スクールに通った後、ウィンチェスターのピーター・シモンズ大学に進み、そこで第6形態の学生組合の会長に選出されました。卒業後は法律を学ぶつもりだったが、代わりに演技を続けることを決意し、靴屋や映画館で働いて稼いだお金でロンドンに移住し、国立青少年劇場に入り、アイデンティティ演技学校で訓練を受けた。

## 死去
2024年3月29日にオートバイ事故で死去。27歳没。

## 出演

### 映画
| 公開年 | 邦題 原題                                 | 役名               | 備考       |
| ------ | ----------------------------------------- | ------------------ | ---------- |
| 2016   | ロングフィールド ドライブ Longfield Drive | ロデル             | 短編映画   |
| 2017   | 肌の重要性 The Importance of Skin         | ライアン           | 短編映画   |
| 2018   | 借金で殺された Killed by My Debt          | ジェローム         | テレビ映画 |
| 2021   | アフター・ウィ・フォール After We Fell    | ランドン・ギブソン |            |
| 2022   | アフターエバーハッピー After Ever Happy   | ランドン・ギブソン |            |
| 2023   | アフター・すべて After Everything         | ランドン・ギブソン |            |

### テレビシリーズ
| 公開年    | 邦題 原題                                                                          | 役名                     | 備考                                            |
| --------- | ---------------------------------------------------------------------------------- | ------------------------ | ----------------------------------------------- |
| 2017      | ヘティ・フェザー Hetty Feather                                                     | ヘンリー・グドール       | 第3シーズン第10話「The Past Returns」           |
| 2018      | シェイクスピアとハサウェイ: 私立探偵 Shakespeare & Hathaway: Private Investigators | ハミッシュ・キングリー   | 第1シーズン第8話「The Chameleon's Dish」        |
| 2018      | バーナビー警部 Midsomer Murders                                                    | レオ・スコット           | 第20シーズン第2話「Death of the Small Coppers」 |
| 2018–2020 | サブリナ: ダーク・アドベンチャー Chilling Adventures of Sabrina                    | アンブローズ・スペルマン | メインキャスト                                  |
| 2023      | ジェン・ブイ Gen V                                                                 | アンドレ・アンダーソン   | メインキャスト                                  |